# Diego Gustavo Díaz
Diego Gustavo Díaz (Buenos Aires; 29 de enero de 1968) es un presentador, actor y exfutbolista profesional argentino.

## Biografía
En los años 80' y 90' se dedicó a la práctica profesional del fútbol, llegando a jugar incluso en la Primera División. Sin embargo, decidió abandonar este deporte, para priorizar su carrera en el mundo del espectáculo. En ese ámbito, al mismo tiempo que se desempeñaba como futbolista formaba parte del elenco secundario de Videomatch.

## Televisión
- Videomatch (1992-1994 y 1999)
- Calientes (2000)
- Los secretos de papá (2004)
- Casados con hijos (2005)
- Se dice amor (2006)
- La ley del amor (2007)
- Tiempo Extra (2012-2015)
- TyC Sports Verano (2020)
- No Todo Pasa (2017-2020)
- Pasapalabra (2019)
- Súperfutbol (2020-presente)

## Cine
- Papá se volvió loco (2005)

## Futbolista
Díaz dio sus primeros pasos dentro del fútbol en San Lorenzo, club del cual además es fuertemente simpatizante. Sin embargo, al no ser tenido en cuenta decidió probar suerte en Deportivo Riestra, club lindero al antes mencionado que jugaba en las últimas categorías del fútbol argentino.
Su debut en Deportivo Riestra fue en el año 1987 y se mantuvo allí hasta 1989. Luego de esta experiencia y para su alegría, fue contratado por San Lorenzo, club en el cual había jugado en las divisiones inferiores, pero no había conseguido llegar a Primera.
Sin embargo, su paso por San Lorenzo no fue el esperado. Tras disputar tan solo tres partidos, fue perdiendo lugar en el plantel, ante lo cual fue cedido a otro equipo, Platense. Allí, si bien no logró asentarse como titular, tuvo un irregular paso, marcando un total de dos goles en lo que fue una irregular campaña del Calamar. 
Es para tener en cuenta que mientras cumplía contrato profesional con equipos de fútbol, paralelamente hacía incursiones en TV como presentador.
En la temporada siguiente, su destino fue Banfield. El equipo del sur del Gran Buenos Aires se encontraba en el Nacional B, con el objetivo de retornar a la máxima categoría. Si bien el Taladro obtuvo el objetivo y logró el ascenso siendo campeón, Díaz quedó relegado en el plantel y disputó muy pocos partidos, razón por la cual la temporada siguiente retornó a Platense.
Al igual que en su paso anterior por el club, debía esperar su chance desde el banco de suplentes. A pesar de ello, marcó dos goles a lo largo de esta temporada.
Finalmente fue sondeado por Argentinos Juniors, pero desde la dirigencia de dicho club pusieron como condición que abandonara toda incursión televisiva y se dedicara exclusivamente a entrenar y jugar. Luego de considerarlo, Díaz puso punto final a su carrera como jugador de fútbol profesional, habiendo jugado solo siete años.

## Clubes
| Club              | País      | Año       |
| ----------------- | --------- | --------- |
| Deportivo Riestra | Argentina | 1987-1989 |
| San Lorenzo       | Argentina | 1989-1990 |
| Platense          | Argentina | 1990-1992 |
| Banfield          | Argentina | 1992-1993 |
| Platense          | Argentina | 1993-1994 |

## Estadísticas
| Club                        | Div.                | Temporada           | Liga  | Liga  | Copas Nac. | Copas Nac. | Copas Internac. | Copas Internac. | Total | Total |
| Club                        | Div.                | Temporada           | Part. | Goles | Part.      | Goles      | Part.           | Goles           | Part. | Goles |
| --------------------------- | ------------------- | ------------------- | ----- | ----- | ---------- | ---------- | --------------- | --------------- | ----- | ----- |
| Deportivo Riestra Argentina | 4.ª                 | 1986-87             | 22    | 1     | —          | —          | —               | —               | 22    | 1     |
| Deportivo Riestra Argentina | 5.ª                 | 1987-88             | 35    | 5     | —          | —          | —               | —               | 35    | 5     |
| Deportivo Riestra Argentina | 5.ª                 | 1988-89             | 31    | 27    | —          | —          | —               | —               | 31    | 27    |
| Deportivo Riestra Argentina | Total               | Total               | 88    | 33    | 0          | 0          | 0               | 0               | 88    | 33    |
| San Lorenzo Argentina       | 1.ª                 | 1989-90             | 3     | 0     | —          | —          | —               | —               | 3     | 0     |
| San Lorenzo Argentina       | Total               | Total               | 3     | 0     | 0          | 0          | 0               | 0               | 3     | 0     |
| Platense Argentina          | 1.ª                 | 1990-91             | 58    | 2     | —          | —          | —               | —               | 58    | 2     |
| Platense Argentina          | 1.ª                 | 1991-92             | 58    | 7     | —          | —          | —               | —               | 58    | 7     |
| Platense Argentina          | 1.ª                 | 1993-94             | 17    | 2     | 0          | 0          | —               | —               | 17    | 2     |
| Platense Argentina          | Total               | Total               | 75    | 11    | 0          | 0          | 0               | 0               | 75    | 11    |
| Banfield Argentina          | 2.ª                 | 1992-93             | 33    | 1     | —          | —          | —               | —               | 33    | 1     |
| Banfield Argentina          | Total               | Total               | 33    | 1     | 0          | 0          | 0               | 0               | 33    | 1     |
| Total en su carrera         | Total en su carrera | Total en su carrera | 199   | 45    | 0          | 0          | 0               | 0               | 199   | 45    |